# Yuki Okoda
Yuki Ōkoda (japonès: 大小田 結貴, Ōkoda Yuki) és una astrònoma japonesa i estudiant graduada en Física cursant el segon any de màster a la Facultat de Ciències de la Universitat de Tòquio. Okoda ha descobert un disc de matèria densa al voltant d'una estrella jove, que pot ser el precursor d'un sistema planetari. Okoda fa recerca sobre la formació de sistemes planetaris mitjançant l'observació amb ones de radiofreqüència utilitzant l'Atacama Large Millimeter Array (ALMA) d'Atacama, Xile.
Okoda és una de les 100 dones triades per la BBC per formar part de la seva sèrie 100 Women BBC.

## Publicacions
- Yuki Okoda, Yoko Oya, Nami Sakai, Yoshimasa Watanabe, Jes K. Jørgensen, Ewine F. Van Dishoeck, and Satoshi Yamamoto. The Co-evolution of Disks and Stars in Embedded Stages: The Case of the Very-low-mass Protostar IRAS 15398-3359 - Astrophysical Journal Letters